# Minnesota Vikings 1971
La stagione NFL 1971 fu l'11ª per i Minnesota Vikings nella Lega. La squadra guidò la lega per il minor numero di punti subiti per il terzo anno consecutivo, l'ultima a riuscirvi fino ai Seattle Seahawks del 2014.

## Scelte nel Draft 1971
| Draft NFL 1971   |                  |                  |                                                                |                                                                |                                                                |                                                                |                                                                |
| Ordine del Draft | Ordine del Draft | Ordine del Draft | Giocatore                                                      | Ruolo                                                          | College                                                        | Note                                                           |                                                                |
| Giro             | Scelta           | Generale         | Giocatore                                                      | Ruolo                                                          | College                                                        | Note                                                           |                                                                |
| 1                | 24               | 24               | Leo Hayden                                                     | Running back                                                   | Ohio State                                                     |                                                                |                                                                |
| 2                | 24               | 50               | Scambiata con i Philadelphia Eagles[a]                         | Scambiata con i Philadelphia Eagles[a]                         | Scambiata con i Philadelphia Eagles[a]                         |                                                                |                                                                |
| 3                | 24               | 76               | Eddie Hackett                                                  | Wide receiver                                                  | Alcorn A&M                                                     |                                                                |                                                                |
| 4                | 24               | 102              | Vince Clements                                                 | Running back                                                   | Connecticut                                                    |                                                                |                                                                |
| 5                | 24               | 128              | Scambiata con i Pittsburgh Steelers[b]                         | Scambiata con i Pittsburgh Steelers[b]                         | Scambiata con i Pittsburgh Steelers[b]                         |                                                                |                                                                |
| 6                | 24               | 154              | Scambiata con i Philadelphia Eagles[a]                         | Scambiata con i Philadelphia Eagles[a]                         | Scambiata con i Philadelphia Eagles[a]                         |                                                                |                                                                |
| 7                | 24               | 180              | Gene Mack                                                      | Linebacker                                                     | Texas-El Paso                                                  |                                                                |                                                                |
| 8                | 26               | 208              | John Farley                                                    | Defensive end                                                  | Johnson C. Smith                                               | originariamente scelta dei Colts[c]                            |                                                                |
| 9                | 24               | 232              | Tim Sullivan                                                   | Running back                                                   | Iowa                                                           |                                                                |                                                                |
| 10               | 24               | 258              | Chris Morris                                                   | Guardia                                                        | Indiana                                                        |                                                                |                                                                |
| 11               | 24               | 284              | Mike Walker                                                    | Linebacker                                                     | Tulane                                                         |                                                                |                                                                |
| 12               | 24               | 310              | Reggie Holmes                                                  | Defensive back                                                 | Wisconsin–Stout                                                |                                                                |                                                                |
| 13               | 24               | 336              | Benny Fry                                                      | Centro                                                         | Houston                                                        |                                                                |                                                                |
| 14               | 24               | 362              | Jim Gallagher                                                  | Linebacker                                                     | Yale                                                           |                                                                |                                                                |
| 15               | 24               | 388              | Jeff Wright                                                    | Defensive back                                                 | Minnesota                                                      |                                                                |                                                                |
| 16               | 23               | 413              | Greg Edmonds                                                   | Wide receiver                                                  | Penn State                                                     | originariamente scelta dei 49ers[d]                            |                                                                |
| 17               | 23               | 439              | Ken Duncan                                                     | Punter                                                         | Tulsa                                                          | originariamente scelta dei 49ers[e]                            |                                                                |
| Legenda          | Legenda          | Legenda          | Ha partecipato ad almeno un Pro Bowl in carriera Hall of Famer | Ha partecipato ad almeno un Pro Bowl in carriera Hall of Famer | Ha partecipato ad almeno un Pro Bowl in carriera Hall of Famer | Ha partecipato ad almeno un Pro Bowl in carriera Hall of Famer | Ha partecipato ad almeno un Pro Bowl in carriera Hall of Famer |

Note:
- [a] I Vikings scambiarono le loro scelte nel 2º giro (50ª assoluta) e 6º giro (154ª assoluta) e la loro scelta nel 3º giro (76ª assoluta) al Draft NFL 1972 con gli Eagles in cambio del QB Norm Snead.
- [b] I Vikings scambiarono la loro scelta nel 5º giro (128ª assoluta) con gli Steelers in cambio del QB Kent Nix.
- [c] I Vikings avevano originariamente la 206ª scelta assoluta ma passarono il turno permettendo ai Cowboys ed ai Colts di salire, prendendo di conseguenza la 208ª scelta assoluta.
- [d] I 49ers avevano originariamente la 414ª scelta assoluta ma passarono il turno permettendo ai Vikings di salire e prendere di conseguenza la 413ª scelta assoluta.
- [e] I Raiders avevano originariamente la 435ª scelta assoluta ma passarono il turno permettendo ai Rams, ai Lions, ai Dolphins, ai 49ers, ai Vikings, ai Cowboys ed ai Colts di salire ed ai Vikings di prendere di conseguenza la 439ª scelta assoluta.

## Partite

### Stagione regolare
| Calendario | | | | | | | |
| Settimana  | Data                                                                                               | Ora (CDT)                                                                                          | Avversario                                                                                         | Risultati                                                                                          | Stadio                                                                                             | Spettatori                                                                                         | Record                                                                                             |
| 1          | 20 settembre                                                                                       | 8:00 p.m.                                                                                          | Detroit Lions                                                                                      | V 16–13                                                                                            | Tiger Stadium                                                                                      | 54 418                                                                                             | 1–0                                                                                                |
| 2          | 26 settembre                                                                                       | 1:00 p.m.                                                                                          | Chicago Bears                                                                                      | P 20–17                                                                                            | Metropolitan Stadium                                                                               | 47 900                                                                                             | 1–1                                                                                                |
| 3          | 3 ottobre                                                                                          | 1:00 p.m.                                                                                          | Buffalo Bills                                                                                      | V 19–0                                                                                             | Metropolitan Stadium                                                                               | 47 900                                                                                             | 2–1                                                                                                |
| 4          | 10 ottobre                                                                                         | 12:00 p.m.                                                                                         | Philadelphia Eagles                                                                                | V 13–0                                                                                             | Veterans Stadium                                                                                   | 65 358                                                                                             | 3–1                                                                                                |
| 5          | 17 ottobre                                                                                         | 3:00 p.m.                                                                                          | Green Bay Packers                                                                                  | V 24–13                                                                                            | Lambeau Field                                                                                      | 56 263                                                                                             | 4–1                                                                                                |
| 6          | 25 ottobre                                                                                         | 8:00 p.m.                                                                                          | Baltimore Colts                                                                                    | V 10–3                                                                                             | Metropolitan Stadium                                                                               | 49 784                                                                                             | 5–1                                                                                                |
| 7          | 31 ottobre                                                                                         | 12:00 p.m.                                                                                         | New York Giants                                                                                    | V 17–10                                                                                            | Yankee Stadium                                                                                     | 62 829                                                                                             | 6–1                                                                                                |
| 8          | 7 novembre                                                                                         | 2:30 p.m.                                                                                          | San Francisco 49ers                                                                                | P 13–9                                                                                             | Metropolitan Stadium                                                                               | 49 784                                                                                             | 6–2                                                                                                |
| 9          | 14 novembre                                                                                        | 1:00 p.m.                                                                                          | Green Bay Packers                                                                                  | V 3–0                                                                                              | Metropolitan Stadium                                                                               | 49 784                                                                                             | 7–2                                                                                                |
| 10         | 21 novembre                                                                                        | 1:00 p.m.                                                                                          | New Orleans Saints                                                                                 | V 23–10                                                                                            | Tulane Stadium                                                                                     | 83 130                                                                                             | 8–2                                                                                                |
| 11         | 28 novembre                                                                                        | 1:00 p.m.                                                                                          | Atlanta Falcons                                                                                    | V 24–7                                                                                             | Metropolitan Stadium                                                                               | 49 784                                                                                             | 9–2                                                                                                |
| 12         | 5 dicembre                                                                                         | 3:00 p.m.                                                                                          | San Diego Chargers                                                                                 | P 30–14                                                                                            | San Diego Stadium                                                                                  | 54 505                                                                                             | 9–3                                                                                                |
| 13         | 11 dicembre                                                                                        | 12:00 p.m.                                                                                         | Detroit Lions                                                                                      | V 29–10                                                                                            | Metropolitan Stadium                                                                               | 49 784                                                                                             | 10–3                                                                                               |
| 14         | 19 dicembre                                                                                        | 1:00 p.m.                                                                                          | Chicago Bears                                                                                      | V 27–10                                                                                            | Soldier Field                                                                                      | 55 049                                                                                             | 11–3                                                                                               |
| Note       | Gli avversari della propria division sono in grassetto. Gli incontri in trasferta sono in corsivo. | Gli avversari della propria division sono in grassetto. Gli incontri in trasferta sono in corsivo. | Gli avversari della propria division sono in grassetto. Gli incontri in trasferta sono in corsivo. | Gli avversari della propria division sono in grassetto. Gli incontri in trasferta sono in corsivo. | Gli avversari della propria division sono in grassetto. Gli incontri in trasferta sono in corsivo. | Gli avversari della propria division sono in grassetto. Gli incontri in trasferta sono in corsivo. | Gli avversari della propria division sono in grassetto. Gli incontri in trasferta sono in corsivo. |

### Playoff
| Settimana  | Data        | Ora (CDT)  | Avversario     | Risultato | Stadio               | Spettatori | Record |
| ---------- | ----------- | ---------- | -------------- | --------- | -------------------- | ---------- | ------ |
| Divisional | 25 dicembre | 12:00 p.m. | Dallas Cowboys | P 20–12   | Metropolitan Stadium | 47 307     | 0-1    |

## Classifiche

### Division
| Classifica della NFL Central Division 1971 | Classifica della NFL Central Division 1971 | Classifica della NFL Central Division 1971 | Classifica della NFL Central Division 1971 | Classifica della NFL Central Division 1971 | Classifica della NFL Central Division 1971 | Classifica della NFL Central Division 1971 | Classifica della NFL Central Division 1971 | Classifica della NFL Central Division 1971 | Classifica della NFL Central Division 1971 | Classifica della NFL Central Division 1971 | Classifica della NFL Central Division 1971 | Classifica della NFL Central Division 1971 | Classifica della NFL Central Division 1971 | Classifica della NFL Central Division 1971 | Classifica della NFL Central Division 1971 | Classifica della NFL Central Division 1971 | Classifica della NFL Central Division 1971 |
|                                            | V                                          | P                                          | N                                          | PCT                                        | DIV                                        | DIV PCT                                    | CONF                                       | CONF PCT                                   | NON CONF                                   | C                                          | T                                          | PR                                         | PS                                         | DP                                         | TD                                         | STR                                        | PO                                         |
| ------------------------------------------ | ------------------------------------------ | ------------------------------------------ | ------------------------------------------ | ------------------------------------------ | ------------------------------------------ | ------------------------------------------ | ------------------------------------------ | ------------------------------------------ | ------------------------------------------ | ------------------------------------------ | ------------------------------------------ | ------------------------------------------ | ------------------------------------------ | ------------------------------------------ | ------------------------------------------ | ------------------------------------------ | ------------------------------------------ |
| Minnesota Vikings                          | 11                                         | 3                                          | 0                                          | 78,6%                                      | 5-1                                        | 83,3%                                      | 9-2                                        | 81,8%                                      | 2-1                                        | 5-2                                        | 6-1                                        | 245                                        | 139                                        | 106                                        | 25                                         | V-5                                        | Div                                        |
| Detroit Lions                              | 7                                          | 6                                          | 1                                          | 53,8%                                      | 2-3-1                                      | 40,0%                                      | 3-6-1                                      | 33,3%                                      | 4-0                                        | 3-4                                        | 4-2-1                                      | 341                                        | 286                                        | 55                                         | 39                                         | P-3                                        |                                            |
| Chicago Bears                              | 6                                          | 8                                          | 0                                          | 42,9%                                      | 2-4                                        | 33,3%                                      | 5-6                                        | 45,5%                                      | 1-2                                        | 4-3                                        | 2-5                                        | 185                                        | 276                                        | -91                                        | 20                                         | P-5                                        |                                            |
| Green Bay Packers                          | 4                                          | 8                                          | 2                                          | 33,3%                                      | 2-3-1                                      | 40,0%                                      | 2-7-2                                      | 22,2%                                      | 2-1                                        | 3-3-1                                      | 1-5-1                                      | 274                                        | 298                                        | -24                                        | 33                                         | P-1                                        |                                            |

## Premi
- Alan Page:

MVP della NFL
miglior difensore dell'anno della NFL